# Quaraí
Quaraí est une ville brésilienne du Sud-Ouest de l'État du Rio Grande do Sul, faisant partie de la microrégion Campanha occidentale et située à 590 km à l'ouest de Porto Alegre, capitale de l'État. Elle se situe à une latitude de 30° 23′ 08″ sud et à une longitude de 56° 27′ 02″ ouest, à une altitude de 112 mètres. Sa population était estimée à 22 552, pour une superficie de 3 148 km2.
Elle fait limite avec l'Uruguay, séparée de la ville d'Artigas par le rio Quaraí.
Du fait des conflits de frontières entre les empires portugais et espagnol, le territoire où se trouve Quaraí aujourd'hui n'a fait définitivement partie du Brésil qu'à partir de 1801.

## Villes voisines
- Uruguaiana
- Alegrete
- Rosário do Sul
- Santana do Livramento